# 10. Unterseebootsflottille
De 10. Unterseebootsflottille was een operationele eenheid U-Boten van de Duitse Kriegsmarine tijdens de Tweede Wereldoorlog. De eenheid werd op 15 januari 1942 opgericht en kwam onder leiding te staan van Günther Kuhnke.
Tachtig U-Boten maakten tijdens het bestaan van de eenheid deel uit van de 10. Unterseebootsflottille. De eenheid zat tijdens haar gehele bestaan gevestigd in Lorient. In augustus 1944, toen een verovering door de Amerikanen met Operatie Overlord aanstaande was, vertrokken de meeste boten richting het nog veilige Noorwegen. De eenheid werd met de aankomst van de laatste boot, de U-853 met commandant Günther Kuhnke aan boord, in Flensburg op 14 oktober 1944 officieel opgeheven. De U-853 werd bij de 33. Unterseebootsflottille gevoegd.

## Commandanten
- januari 1942 - oktober 1944 - Korvettenkapitän Günther Kuhnke[1]

## Organisatie
De 10. Unterseebootsflottille maakte deel uit van de Führer der Unterseeboote West (F.d.U. West), dat was gevestigd in Parijs. Naast de 10. Unterseebootsflottille maakte ook de volgende eenheden deel uit van de F.d.U. West:
- 1. Unterseebootsflottille, met het hoofdkwartier in Brest
- 2. Unterseebootsflottille, met het hoofdkwartier in Lorient
- 3. Unterseebootsflottille, met het hoofdkwartier in La Rochelle
- 6. Unterseebootsflottille, met het hoofdkwartier in Saint-Nazaire
- 7. Unterseebootsflottille, met het hoofdkwartier in Saint-Nazaire
- 9. Unterseebootsflottille, met het hoofdkwartier in Brest
- 12. Unterseebootsflottille, met het hoofdkwartier in Bordeaux